# Ludwig Wilhelm August von Ebra
Ludwig Wilhelm August von Ebra (* 28. Juli 1759 in Uftrungen; † 28. Juni 1818 in Halberstadt) war ein preußischer Generalleutnant, Militärgouverneur zwischen Elbe und Weser sowie Erbherr auf Uftrungen.

## Leben

### Herkunft
Seine Eltern waren der kursächsischer Hauptmann und Herr auf Uftrungen Wilhelm von Ebra und dessen Ehefrau Wilhelmina Elisabeth, geborene von Lüdecke.

### Militärkarriere
Ebra kam am 1. November 1774 als Gefreitenkorporal in das Infanterieregiment „von Braunschweig“ der Preußischen Armee und nahm 1778/79 als Fähnrich am Bayrischen Erbfolgekrieg teil. Bis 25. Januar 1790 avancierte er zum Stabskapitän. Während des Ersten Koalitionskrieges kämpfte er bei der Kanonade von Valmy, in der Schlacht bei Pirmasens und im Gefecht bei Bisch, in dem er in Gefangenschaft geriet.
Nach dem Krieg stieg Ebra am 2. April 1795 zum Hauptmann und Kompaniechef auf. Mit seiner Beförderung zum Major wurde er am 24. August 1797 Kommandeur des Grenadierbataillons im Infanterieregiments „de Courbière“. Anlässlich einer Militärparade erhielt Ebra am 2. Juni 1802 den Orden Pour le Mérite. Am 22. August 1804 wurde er Kommandeur des Infanterieregiments „von Wartensleben“. Während des Vierten Koalitionskrieges wurde er in der Schlacht bei Auerstedt schwer verletzt gerettet. Ebra kam nach Halberstadt und schlug sich nach seiner Erholung bis Ostpreußen durch. Seine rechte Hand blieb aber gelähmt. König Friedrich Wilhelm III. nahm in 1807 wieder in die Armee auf. Am 26. Januar 1808 wurde er zum Kommandeur des 1. Pommerschen Infanterie-Regiments ernannt und am 24. Februar 1808 mit Patent vom 14. Mai 1807 zum Oberstleutnant befördert. Mit Patent vom 21. Mai 1809 folgte am 20. Mai 1809 seine Beförderung zum Oberst. Am 19. April 1811 wurde er auch Brigadier der Pommerschen Truppenbrigade. Am 18. November 1811 erhielt Ebra seinen Abschied mit dem Charakter als Generalmajor.
Mit dem Beginn der Befreiungskriege 1813 wurde Ebra reaktiviert und am 20. November 1813 als Nachfolger des Generalmajors von Krusemark zum Militärgouverneur des Landes zwischen Elbe und Weser ernannt. Sein Amtssitz war in Halberstadt. Im Jahr 1814 erhielt er das Eiserne Kreuz II. Klasse. Am 22. Juli 1815 wurde er mit dem Charakter eines Generalleutnants und einer Pension von 1500 Talern erneut in den Ruhestand versetzt. Er starb am 28. Juni 1818 in Halberstadt an einer Milzentzündung.

### Familie
Ebra heiratete am 23. November 1786 in Halberstadt Dorothea Johanna Wilhelmine Schaeffer (* 21. Juli 1766; † 4. April 1823), eine Tochter des Superintendenten Christian Ludwig Schaeffer (1732–1810). Das Paar hatte mehrere Kinder:
- Karl Wilhelm Ludwig (* 20. September 1787; † 13. Februar 1788)
- Karl Franz Ludwig (* 29. Juli 1790; † 1. August 1790)
- Sophie Wilhelmine Luise Emilie (* 23. August 1792)
- Mathilde Bernhardine Luise Ernstine Marianne Wilhelmine (* 17. September 1796) ⚭ Heinrich Wilhelm Pfaff († 13. Januar 1854)[6][7]